# Basiceros singularis
Basiceros singularis (лат.) — вид муравьёв рода Basiceros из трибы Attini (ранее в Basicerotini) подсемейства Myrmicinae (Formicidae). Южная Америка.

## Распространение
Южная Америка: Бразилия, Гайана, Тринидад.

## Описание
Муравьи средних размеров, длина тела от 7,5 до 8,6 мм. Отличаются узким и длинным петиолем и почти параллельно сторонней узкой головой. Лабрум шире своей длины с округлой вершиной. Мандибулы треугольные, не перекрываются, на жевательном крае до 18 мелких зубцов. Скапус усиков широкий и плоский. Медлительные и скрытные муравьи, имеют криптическую буроватую окраску, которая вместе с многочисленными булавовидными волосками (покрытыми микрочастичками почвы), делает их незаметными при передвижении. Проподеальные зубцы на заднегруди развиты, короткие, треугольные. Стебелёк между грудкой и брюшком состоит из двух члеников: петиолюса и постпетиолюса (последний четко отделен от брюшка), жало развито, куколки голые (без кокона). Вид был впервые описан в 1858 году под названием Meranoplus singularis Smith, 1858. В 1916 году перенесён в состав рода Basiceros когда впервые была описана самка.